# Feschaeria alboinsignata
Feschaeria alboinsignata är en fjärilsart som beskrevs av Embrik Strand 1913. Feschaeria alboinsignata ingår i släktet Feschaeria och familjen Castniidae. Inga underarter finns listade i Catalogue of Life.